# Ledenice na Crvnju
Ledenice na Crvnju su katunsko naselje na Morinama. Morine je bila najpoznatija "planina" humnjačkih Hrvata. Na Morinama su poznata hrvatska katunska naselja Planinica, Lakat, Gornje i Donje Somine, Podgvoznica i druge.
U blizini Ledenica je Svatovsko groblje, Maslaća mahala, Busovača.
Obližnja naselja pripadaju nevesinjskoj župi, kojom upravlja dijecezanski svećenik, prostire se u općinama Nevesinje i Kalinovik, i obuhvaća ova naselja: Baketa, Bojišta, Boljuni, Busovača, Cerova, Crvanj, Dramiševo, Kruševljani, Morine, Nevesinje, Obadi, Obalj, Orlovac, Pridvorci, Seljani, Somine, Sopilja, Tomišlja, Ulog i Vranješina.
Katolički vjernici, stočari planištari iz mjesta Somine, Crvanj, Busovača, Morine, Somine i Orlovac gravitiraju planištarskoj crkvi sv. Ilije na Morinama, na kojima je nekoć ljeti bivalo oko 800 katoličkih duša u više od 100 kućanstava.
Obitelji koje su iz 'Humnine' izlazile ljeti na 'Planinu' na Ledenice su Obradovići,koji su tu imali svoja imanja i kolibe.
Budući da se na planini se ostajalo po tri do četiri ljetna mjeseca, uz katune su nastajala i groblja i pojedinačna grobišta. Na Ledenicama se nalazi zapušteno planinsko groblje, koje je kolovoza 1955. dopuštenjem mostarskog biskupa blagoslovio župnik nevesinjski fra Mirko Magzan, nakon čega se na njemu služi sv. misa.
Neki od hrvatskih rodova imali su svoja vlastita groblja, a na njima se pokapalo i pokojnike iz drugih hrvatskih rodova koji su planištarili u tom dijelu. Komunističko doba i rat u BiH učilini su da Planinica, Morine, groblje na Balinovači i druga groblja budu zaboravljeni od unuka starih planištara.

## Vanjske poveznice
- Župa Uznesenja BDM, Nevesinje Ledenice
- Župa Uznesenja BDM, Nevesinje Na Morinama ilindanska slava, 22. srpnja 2012.
- Župa Uznesenja BDM, Nevesinje Tragom planištara iz Donje Hercegovine po Morinama, Sominama..., 1. rujna 2010.